# Michael Maze
Michael John Maze (født 1. september 1981 i Faxe) er en dansk venstrehåndet tidligere bordtennisspiller. Michael Maze er tidligere europamester i single. Han spillede normalt i både single og double for mænd. Han var siden 2006 en af verdens 20 bedste spillere, og målt på internationale resultater var han allerede i 2004 (dvs. i en alder af 22 år) Danmarks bedste bordtennisspiller gennem tiderne. Han har vundet syv medaljer ved både EM, VM og OL. Maze annoncerede i marts 2016, at han stoppede sin aktive karriere på grund af tilbagevendende skader. I 2018 meddelte Maze, at han havde valgt at genoptage karrieren med henblik på at spille OL i 2020.

## Resultater

### Single
Det internationale gennembrud kom i 2004 med en overraskende sejr i den prestigefulde turnering Europa Top 12. Ved verdensmesterskabet maj 2005 i Shanghai vandt han ligeledes overraskende bronze efter en kvartfinalekamp mod kineseren Hao Shuai.
Maze vandt bronzemedalje ved EM 2007 i single. For tredje gang i sin karriere deltog Michael Maze i 2008 ved OL, da han var med i singlerækken. Her tabte han dog sin første kamp i 16.-delsfinalen.
Som den eneste spiller fra Europa spillede Michael Maze sig mellem de bedst otte ved verdensmesterskaberne i Japan 2009.
Michael Maze havde sin højeste placering på verdensranglisten i 2010 som nr. 8.
Vandt EM 2009 i Stuttgart, med finalesejr over Werner Schlager, efter i semifinalen at have besejret den tredobbelte mester Timo Boll.

### Double
Efter at have vundet flere europæiske turneringer deltog Maze og Finn Tugwell som herredouble ved sommer-OL 2000, hvor de nåede kvartfinalen. Ved OL fire år efter vandt samme par bronze i herredouble. 
Michael Maze blev i 2005 kåret til årets sportsperson i Danmark.
Kåret til årets spiller i Danmark 8 gange og yderligere 2 gange for hold.

## Klubkarriere
Michael Maze stillede op for Roskilde Bordtennisklub, som deltager i Champions League i 2008. Maze havde lavet en 4-årig kontrakt med klubben. I Roskilde spillede Michael Maze sammen med blandt andre Finn Tugwell, Allan Bentsen og Kasper Sternberg, der alle tre var en del af det danske bordtennislandshold.
Fra 2006 til 2008 spillede han for den franske klub, Levallois Sporting Club, der fritstillede ham et år før kontraktudløb, så han kunne komme til Roskilde i deres elitesatning.

## Andre aktiviteter
I 2019 deltog han i sæson 16 af Vild med dans. Han dansede med den professionelle danser Mie Martha Moltke. Parret endte med en 8. plads.